# 대한민국 쇼트트랙 국가대표팀
대한민국 쇼트트랙 스피드 스케이팅 국가대표팀은 주요 국제대회의 개인과 단체 종목 경기에 대한민국을 대표하여 출전하는 선수들로 구성된 쇼트트랙팀이다.

## 같이 보기
- 대한민국 스피드 스케이팅 국가대표팀